# Ederson Moraes

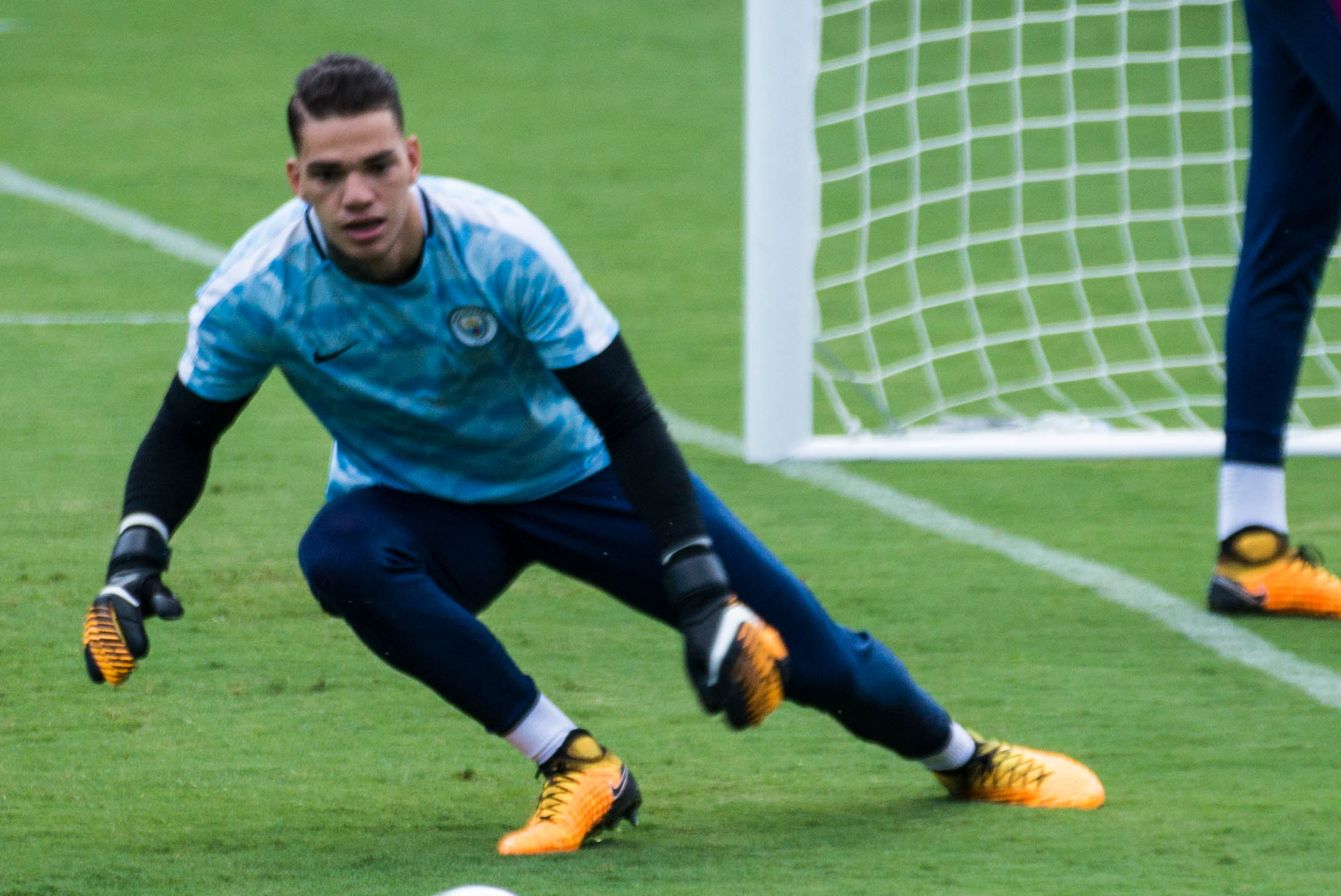
Ederson en Manchester City en 2017

Ederson Santana de Moraes (Osasco, Brasil, 17 de agosto de 1993), conocido deportivamente como Ederson, es un futbolista brasileño que juega como portero en el Manchester City de la Premier League.

## Trayectoria

### Inicios
Ederson llegó a finales de 2008 al Benfica, procedente del São Paulo brasileño. En 2011 se incorporó al Grupo Desportivo de Ribeirão de II Divisão y, un año más tarde, al Rio Ave. El 18 de agosto de 2012 hizo su debut en Primeira Liga en una derrota (0-1) ante el Marítimo. Sin embargo, Nuno le dio la titularidad a Jan Oblak a partir de esa jornada.
En las siguientes dos temporadas, ya sin el guardameta esloveno, tuvo que pelear por ganarse el puesto ya que, en ambas campañas, empezó como suplente y acabó como titular.

### Benfica
El 27 de junio de 2015 regresó al Sport Lisboa e Benfica. En la temporada 2015-16 Ederson comenzó como segunda opción en el arco del primer equipo, peleando el puesto con su compatriota Júlio César. Su debut en Primeira Liga se produjo el 5 de marzo de 2017 en una victoria ante el Sporting CP (0-1) ya que Júlio César estaba lesionado. Fue titular en la eliminatoria de Liga de Campeones ante el Bayern, donde cayeron eliminados. En la campaña Temporada 2016-17 se consolidó en la portería, llegando a disputar 40 encuentros y logrando el doblete (Liga y Copa).

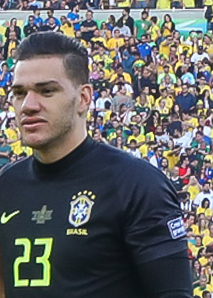
Ederson con Brasil en 2019

### Manchester City
El 8 de junio de 2017, Benfica hizo oficial el traspaso del jugador al Manchester City por 45,6 millones de euros, convirtiéndolo, detrás de Gianluigi Buffon (55,9 millones), en el guardameta más caro de la historia. Un año después fue superado por Alisson Becker (75,5 millones) y Kepa Arrizabalaga (80 millones).
El 12 de agosto debutó en un encuentro de Premier League ante el Brighton & Hove Albion, dejando su portería a cero (0-2). El 20 de febrero de 2019 dio la asistencia del triunfo, en el minuto 90, ante el Schalke 04 en la ida de los octavos de final de la Liga de Campeones.

## Selección nacional
El 10 de octubre de 2017 hizo su debut con la selección brasileña en un encuentro clasificatorio para el Mundial de Rusia. Fue convocado para el Mundial de Rusia de 2018, donde permaneció como guardameta suplente de Alisson.
En mayo de 2019, Ederson fue citado para la Copa América 2019.

### Participaciones en Copas del Mundo
| Torneo            | Sede  | Resultado        | Partidos | Goles |
| ----------------- | ----- | ---------------- | -------- | ----- |
| Copa Mundial 2018 | Rusia | Cuartos de final | 0        | 0     |
| Copa Mundial 2022 | Catar | Cuartos de final | 1        | 0     |

### Participaciones en Copa América
| Torneo            | Sede   | Resultado  | Partidos | Goles |
| ----------------- | ------ | ---------- | -------- | ----- |
| Copa América 2019 | Brasil | Campeón    | 0        | 0     |
| Copa América 2021 | Brasil | Subcampeón | 4        | 0     |

## Estadísticas

### Clubes
Actualizado al último partido disputado el 15 de diciembre de 2024.
| G. D. Ribeirão Portugal | 3.ª           | 2011-12       | 29  | 30  | 1  | 0  | —  | —  | 30  | 30  |
| G. D. Ribeirão Portugal | Total club    | Total club    | 29  | 30  | 1  | 0  | 0  | 0  | 30  | 30  |
| Rio Ave F. C. Portugal | 1.ª           | 2012-13       | 2   | 2   | 6  | 12 | —  | —  | 8   | 14  |
| Rio Ave F. C. Portugal | 1.ª           | 2013-14       | 18  | 23  | 10 | 4  | —  | —  | 28  | 27  |
| Rio Ave F. C. Portugal | 1.ª           | 2014-15       | 17  | 18  | 9  | 11 | 2  | 4  | 28  | 33  |
| Rio Ave F. C. Portugal | Total club    | Total club    | 37  | 43  | 25 | 27 | 2  | 4  | 64  | 74  |
| S. L. Benfica B Portugal | 2.ª           | 2015-16       | 4   | 6   | —  | —  | —  | —  | 4   | 6   |
| S. L. Benfica B Portugal | Total club    | Total club    | 4   | 6   | 0  | 0  | 0  | 0  | 4   | 6   |
| S. L. Benfica Portugal | 1.ª           | 2015-16       | 10  | 4   | 5  | 4  | 3  | 4  | 18  | 12  |
| S. L. Benfica Portugal | 1.ª           | 2016-17       | 27  | 12  | 6  | 5  | 7  | 10 | 40  | 27  |
| S. L. Benfica Portugal | Total club    | Total club    | 37  | 16  | 11 | 9  | 10 | 14 | 58  | 39  |
| Manchester City F. C. Inglaterra | 1.ª           | 2017-18       | 36  | 26  | 0  | 0  | 9  | 10 | 45  | 36  |
| Manchester City F. C. Inglaterra | 1.ª           | 2018-19       | 38  | 23  | 7  | 3  | 10 | 12 | 55  | 38  |
| Manchester City F. C. Inglaterra | 1.ª           | 2019-20       | 35  | 28  | 1  | 2  | 8  | 7  | 44  | 37  |
| Manchester City F. C. Inglaterra | 1.ª           | 2020-21       | 36  | 28  | 0  | 0  | 12 | 5  | 48  | 33  |
| Manchester City F. C. Inglaterra | 1.ª           | 2021-22       | 37  | 26  | 1  | 0  | 11 | 14 | 49  | 40  |
| Manchester City F. C. Inglaterra | 1.ª           | 2022-23       | 35  | 32  | 2  | 3  | 11 | 4  | 48  | 39  |
| Manchester City F. C. Inglaterra | 1.ª           | 2023-24       | 33  | 27  | 0  | 0  | 10 | 7  | 43  | 34  |
| Manchester City F. C. Inglaterra | 1.ª           | 2024-25       | 11  | 18  | 1  | 1  | 4  | 9  | 18  | 28  |
| Manchester City F. C. Inglaterra | Total club    | Total club    | 261 | 208 | 12 | 9  | 75 | 68 | 350 | 285 |
| Total carrera | Total carrera | Total carrera | 368 | 303 | 49 | 45 | 87 | 86 | 506 | 434 |
| (1) Incluye datos de la Copa de Portugal, la Copa de la Liga de Portugal, la FA Cup y la Copa de la Liga de Inglaterra. (2) Incluye datos de la Liga Europa de la UEFA y la Liga de Campeones de la UEFA.(3) Hace referencia a goles encajados |               |               |     |     |    |    |    |    |     |     |

## Palmarés

### Títulos nacionales
| Título                | Club                  | País       | Año     |
| --------------------- | --------------------- | ---------- | ------- |
| Primeira Liga         | S. L. Benfica         | Portugal   | 2015-16 |
| Copa de la Liga       | S. L. Benfica         | Portugal   | 2015-16 |
| Primeira Liga         | S. L. Benfica         | Portugal   | 2016-17 |
| Copa de Portugal      | S. L. Benfica         | Portugal   | 2016-17 |
| Supercopa de Portugal | S. L. Benfica         | Portugal   | 2017    |
| Copa de la Liga       | Manchester City F. C. | Inglaterra | 2017-18 |
| Premier League        | Manchester City F. C. | Inglaterra | 2017-18 |
| Community Shield      | Manchester City F. C. | Inglaterra | 2018    |
| Copa de la Liga       | Manchester City F. C. | Inglaterra | 2018-19 |
| Premier League        | Manchester City F. C. | Inglaterra | 2018-19 |
| FA Cup                | Manchester City F. C. | Inglaterra | 2018-19 |
| Community Shield      | Manchester City F. C. | Inglaterra | 2019    |
| Copa de la Liga       | Manchester City F. C. | Inglaterra | 2019-20 |
| Copa de la Liga       | Manchester City F. C. | Inglaterra | 2020-21 |
| Premier League        | Manchester City F. C. | Inglaterra | 2020-21 |
| Premier League        | Manchester City F. C. | Inglaterra | 2021-22 |
| Premier League        | Manchester City F. C. | Inglaterra | 2022-23 |
| FA Cup                | Manchester City F. C. | Inglaterra | 2022-23 |
| Premier League        | Manchester City F. C. | Inglaterra | 2023-24 |
| Community Shield      | Manchester City F. C. | Inglaterra | 2024    |

### Títulos internacionales
| Título                       | Club (*)              | Sede           | Año  |
| ---------------------------- | --------------------- | -------------- | ---- |
| Copa América                 | Brasil                | Brasil         | 2019 |
| Liga de Campeones de la UEFA | Manchester City F. C. | Estambul       | 2023 |
| Supercopa de Europa          | Manchester City F. C. | El Pireo       | 2023 |
| Copa Mundial de Clubes       | Manchester City F. C. | Arabia Saudita | 2023 |

(*) Incluyendo la selección.

### Distinciones individuales
| Distinción                                                      | Año              |
| --------------------------------------------------------------- | ---------------- |
| LPFP equipo del año de la Primeira Liga                         | 2017             |
| PFA equipo del año de la Premier League                         | 2019, 2021       |
| Guante de Oro de la Premier League                              | 2020, 2021, 2022 |
| Parte de los 100 mejores jugadores del mundo según The Guardian | 2022             |

## Vida personal

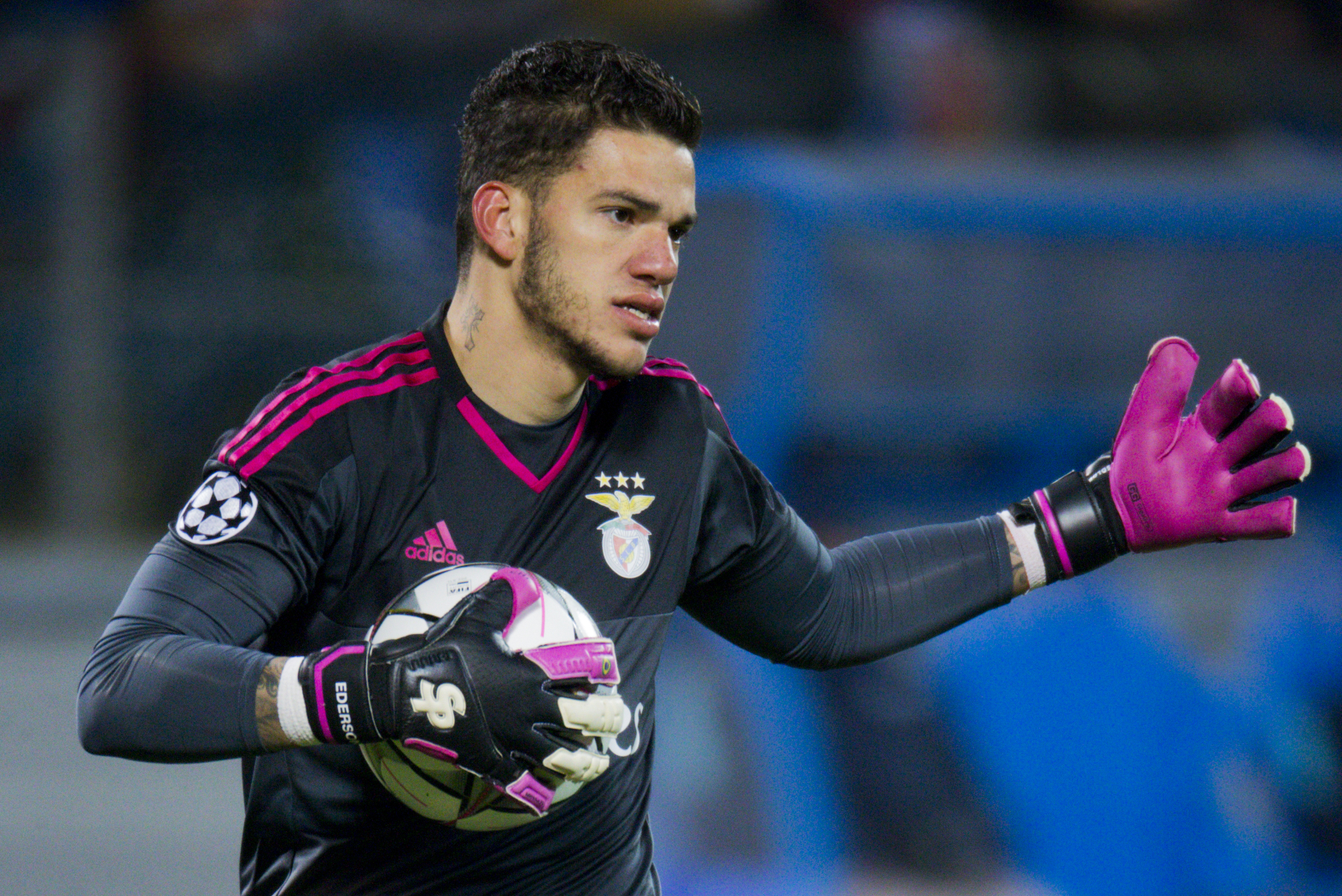
Ederson jugando Champions League para Benfica.

Ederson adquirió el pasaporte portugués en 2016. Su cuerpo esta cubierto de tatuajes, incluida una rosa y una calavera en su cuello, alas de ángel en su espalda y el trofeo de la Copa de la Liga portuguesa que ganó en Benfica.
El portero tiene el Récord Guinness del saque de meta más largo registrado, 75,35 m (247′ 3″), realizado en Mánchester el 10 de mayo de 2018.